# Micky Maus
Micky Maus est un magazine allemand de bande dessinée publié depuis août 1951 avec les personnages de l'univers de Disney, gravitant principalement autour de Mickey Mouse et Donald Duck.

## Historique

### Origine
À l'instar des pays du sud de l'Europe, mais à l'inverse des pays scandinaves qui ont adopté Donald Duck, l'Allemagne a adopté Mickey comme personnage vedette de Disney. Ce personnage a donné son nom germanique au magazine. Toutefois malgré son titre le contenu est similaire aux autres pays du nord de l'Europe et donc les histoires se déroulant dans l'Univers des canards de Disney sont bien plus nombreuses que celle de Mickey. À titre de comparaison, en France les histoires sont réparties sur plusieurs publications.
Cette particularité allemande découle de la politique du Troisième Reich. Au début des années 1930, les courts métrages d'animation avec Mickey, créé en 1928, sont diffusés en Allemagne. Le personnage de Donald n'apparait qu'en 1934. En 1935, alors qu'un seul film avec le canard a été diffusé dans le pays, les exportations des productions américaines vers le Reich est stoppée. Ce n'est qu'à partir de 1951 que les productions Disney retrouve l'Allemagne, par exemple le long métrage Pinocchio produit en 1940 ne sort que fin mars 1951 et uniquement en Allemagne de l'Ouest.

### Lancement par Ehapa
En Allemagne, juste après la Seconde Guerre mondiale, les instances de la jeune République fédérale hésitent à interdire l'import des comics américains.
En 1951, l'éditeur Ehapa est fondé par le groupe danois Gutenberghus (depuis renommé Egmont) et lance le magazine mensuel Micky Maus adaptant les histoires américaines. La publication du magazine débute en août 1951 de manière mensuelle. La directrice d'Ehapa, Erika Fuchs, docteur en histoire, décide d'étoffer les histoires, principalement de Carl Barks, avec des notes historiques afin de faire taire les critiques sur une possible perte du langage à cause des comics. Elle prend aussi le parti d'avoir des noms de personnages plus complexe que les noms américains plus proche de l'onomatopée, des phrases plus construites.
En 1951, seuls 135 000 exemplaires de Micky Maus sont écoulés sur les 300 000 publiés. La publication devient  bimensuelle à partir de janvier 1956 et enfin hebdomadaire à partir de janvier 1959 pour satisfaire son lectorat et la publication atteint les 650 000 exemplaires à la fin des années 1960.
Le travail de Fucks paye et Egmont reste le principal éditeur dans les pays germaniques. Donald Duck est devenu en Allemagne un personnage populaire, proche des gens, auquel on peut s'identifier, enfant comme adulte.

## Publication
- 1951 à janvier 1956 : mensuelle
- 1956 à janvier 1959 : bimensuelle
- depuis 1959 : hebdomadaire